# 4470 Sergeev-Censkij
4470 Sergeev-Censkij è un asteroide della fascia principale del diametro medio di circa 18,34 km. Scoperto nel 1978, presenta un'orbita caratterizzata da un semiasse maggiore pari a 3,1391826 UA e da un'eccentricità di 0,1641210, inclinata di 2,44804° rispetto all'eclittica.